# A sakkjátszmák lejegyzése
A sakkjátszmák lejegyzése a sakk nevű táblajáték egyes játszmáinak a rögzítését jelenti. A sakktábla mezőinek és a báboknak betűjeleivel egyértelműen lejegyezhető a sakkjátszma menete. Versenyen a játékosnak kötelessége, hogy mind saját, mind ellenfele lépését feljegyezze az úgynevezett játszmalapra. A lejegyzett játszma nincs szerzői joggal védve.
A ma használatos módszer az algebrai lejegyzés (ezt mutatja be ez a szócikk), amely a 19. században elterjedt leíró sakklejegyzést váltotta fel.

## Figurák
A figurák magyar betűjele a következő:
K: király
V: vezér
B: bástya
F: futó
H: huszár
Gy: gyalog - A gyaloglépéseknél a gyalog betűjele elmarad, de használatos az állás leírásánál

### A figurák rövidítése különböző idegen nyelveken
A tisztek nevének első betűit minden játékosnak szabad a saját országában általánosan használatos elnevezés szerint vezetni játszmalapján. Kiadványok esetén ugyanakkor a figurális piktogram alkalmazása a javasolt módszer.
| Nyelv      | Király | Vezér | Bástya | Futó | Huszár |
| ---------- | ------ | ----- | ------ | ---- | ------ |
| Angol      | K      | Q     | R      | B    | N (Kt) |
| Arab       | م      | ف     | ر      | فل   | حص     |
| Cseh       | K      | D     | V      | S    | J      |
| Dán        | K      | D     | T      | L    | S      |
| Eszperantó | R      | D     | T      | K    | Ĉ      |
| Észt       | K      | L     | V      | O    | R      |
| Finn       | K      | D     | T      | L    | R      |
| Francia    | R      | D     | T      | F    | C      |
| Görög      | Ρ      | Β     | Π      | Α    | Ι      |
| Holland    | K      | D     | T      | L    | P      |
| Ido        | R      | D     | T      | E    | K      |
| Indonéz    | R      | M     | B      | G    | K      |
| Izland     | K      | D     | H      | B    | R      |
| Lengyel    | K      | H     | W      | G    | S      |
| Lett       | K      | D     | T      | L    | Z      |
| Litván     | K      | V     | B      | R    | Ž      |
| Magyar     | K      | V     | B      | F    | H      |
| Máltai     | R      | R     | T      | I    | Ż      |
| Német      | K      | D     | T      | L    | S      |
| Norvég     | K      | D     | T      | L    | S      |
| Olasz      | R      | D     | T      | A    | C      |
| Orosz      | Кр     | Ф     | Л      | С    | К      |
| Portugál   | R      | D     | T      | B    | C      |
| Román      | R      | D     | T      | N    | C      |
| Spanyol    | R      | D     | T      | A    | C      |
| Svéd       | K      | D     | T      | L    | S      |
| Szlovén    | K      | D     | T      | L    | S      |
| Török      | Ş      | V     | K      | F    | A      |

## Lépések
A lépések lejegyzésénél először a báb betűjelét írjuk le, majd az érkezési mező koordinátáit. Gyaloglépésnél csak az érkezési mezőt tüntetjük fel. Pl.:
Kh7 – király lép h7-re
Ve8 – vezér lép e8-ra
Bd4 – bástya lép d4-re
Fc2 – futó lép c2-re
Hf3 – huszár lép f3-ra
e4 – gyalog lép e4-re
A gyalog átváltozásnál a célmező után, azzal egybeírva szerepeltetjük az új figura jelét. Pl.:
b8V – gyalog lép b8-ra, és átváltozik vezérré
f1H – gyalog lép f1-re, és átváltozik huszárrá
Az ütést a figura jele után egy x jellel jelöljük. Pl.:
Fxb1 – futó üti a b1-en álló figurát
Kxg5 – király üti a g5-ön álló figurát
Ha a gyalog üt, az x elé azon vonal betűjelét írjuk, amelyről kiindulva az ütés történt. Pl.:
hxg5 – gyalog üti a h vonalról a g5-ön álló figurát
dxe6 – gyalog üti a d vonalról az e6-on álló figurát
Rövidített lejegyzésnél nem x jelet használunk az ütésre, hanem a célmező utáni kettőspontot. Pl.:
Fb1: – futó üti a b1-en álló figurát
Kg5: – király üti a g5-ön álló figurát
Ha gyalog üt, csak az indulási és érkezési vonalat jelöljük – már amennyiben a konkrét helyzet egyértelmű.
hg: – gyalog üti a h vonalról a g vonal valamelyik mezőjén álló figurát.
Az en passant lépés esetén a lépés mellé az „e. p.” jelzést kell tenni.

### Teljes lejegyzés
Szokás úgy is játszmát lejegyezni, hogy nemcsak az érkezési, hanem az indulási mezőt is jelzik, egymástól kötőjellel elválasztva (hosszú játszmajegyzés). Pl.:
Hb1-c3
Ez azonban az esetek túlnyomó többségében felesleges. Ha azonban egy figurafajtából több is léphet ugyanarra a helyre, a figura betűjele után mindenképpen fel kell tüntetnünk a kiindulási mezőt is, illetve legalább vonalának betű- vagy sorának számjelét. Pl.:
Hce5 – A c vonalon álló huszár lép e5-re. Ha van egy huszár c6-on, egy másik pedig g4-en, mindkettő mehetne e5-re, ezért nem elég a He5 jelzés.
B8d7 – A 8. soron álló bástya lép d7-re. Ha van egy bástya d2-n, egy másik pedig d8-on, mindkettő mehetne d7-re, ezért nem elég a Bd7 jelzés, de nem megfelelő a Bdd7 sem.
További példák:
Bcc5 – a c vonal valamelyik mezőjén álló bástya lép c5-re
hxg3 – a h vonalon álló gyalog (nem pedig az f vonalon álló) üti a g3-on álló figurát
Hdxf4 – a d vonalon álló huszár leüti az f4-en álló figurát
dc5: – gyalog üti a d vonalról (nem pedig a b vonalról) a c5-ön álló álló figurát

### Sáncolás
0–0 – rövidsánc
0–0–0 – hosszúsánc

## Sakk és matt
Sakkadás esetén a lépés végére + jelet teszünk. Pl.:
Hg5+
g6+
Hfxg4+
bc8:B+ – a b7 gyalog leüti a c8-on álló figurát, bástyává változik, és ezzel sakkot ad
A mattadó lépés végére # jelet teszünk. Pl.:
Vd1#
Fxe2#
hg:#
f8V# – gyalog lép f8-ra, átváltozik vezérré, és ezzel mattot ad

## Végeredmény
1:0 – világos nyert
0:1 – sötét nyert
1/2–1/2 – döntetlen

## Játszmalap
A lépések sorrendje a játszmalapon adott: minden lépés új, számozott sorba kerül. Ha más körülmények között akarunk feltüntetni egy sakkjátszmát, a lépés előtt föl kell tüntetnünk annak sorszámát is. A sorszám mindig egy lépéspárra vonatkozik; a sorszám után következik világos lépése, majd ettől gondolatjellel, esetleg csupán szóközzel vagy rövid i-vel (oroszul: és) elválasztva sötét válaszlépése. Példa egy játszmakezdetre:
1. e4–c5, 2. Hf3–d6, 3. d4–cd:, 4. Hd4:–e6 stb.

## Elemzés
A sakkjátéknak nagyon gazdag irodalma van. Ennek jelentős részét a múltban lejátszott játszmák dokumentációja, ill. azok elemzése teszi ki. A játékelemzés szokásos jelzései a következők:
! – jó lépés
!! – nyerő lépés
? – rossz lépés
?? – vesztő lépés (sakkvakság)
!? – jónak ígérkező, szokatlan lépés
?! – bizonytalan kimenetelű, szokatlan lépés
+= – világos kicsit jobban áll
=+ – sötét kicsit jobban áll
+– – világos nyerésre áll
–+ – sötét nyerésre áll

## Játszmalejegyzés a levelezési sakkban

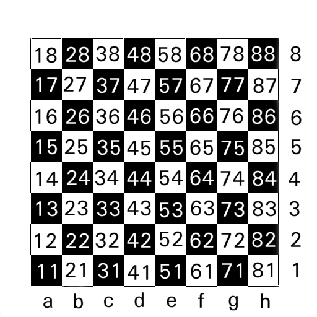
A levelezési sakk jelölése

A nemzetközi levelezési sakkban, megelőzendő azt, hogy a figurák különböző országokban alkalmazott jelölései félreértést okozzanak, mind a sorokat, mind az oszlopokat számmal jelölik, és így minden mező két számjegyből áll. Az első számjegy az oszlopot, a második számjegy a sort jelzi. Világos oldaláról nézve a bal alsó sarok a 11-es mező, a jobb alsó sarok a 81-es mező, míg sötét oldalán a két bástya alaphelyzetben a 18-as és a 88-as mezőkön áll.
A lépés megadása úgy történik, hogy meg kell adni annak a mezőnek számát, amelyről lép egy figuránk, és annak a mezőnek a számát, amelyre lép a figura. Például a hagyományos jelölés szerinti 1. e2-e4 kezdőlépésünk a levelezési sakkban 1. 5254. A lépés megadásakor nem kell külön jelölni sem a sakkadás, sem az ütés, sem a mattadás tényét.
A sáncolás jelölése a király helyváltoztatásának közlésével történik, azaz világos rövidsánca (0–0) esetén 5171, hosszúsánca (0–0–0) esetén 5131; míg sötét rövid oldalra történő sáncolását az 5878, a hosszú oldalra történő sáncolását az 5838 számkóddal jelöljük.
Figuraátváltozás esetén, amikor a gyalog az utolsó sorra ért, akkor a felvett tiszt jelzésére a négy számjegy egy ötödikkel egészül ki. Ez a szám:
1 – vezér esetén,

2 – bástya esetén,

3 – futó esetén,

4 – huszár esetén.
Például ha az f7-en álló gyaloggal belépünk a 8. sorra (f7–f8 lépés) és bástyát veszünk fel (hagyományos jelölésnél: f7–f8=B), ennek jelzése a levelezési sakkban: 67682.